# Андрухович, Юрий Игоревич
Ю́рий И́горевич Андрухо́вич (укр. Юрій Ігорович Андрухович; род. 13 марта 1960, Станислав) — украинский поэт, прозаик и переводчик, эссеист. Живёт и работает в Ивано-Франковске. Вице-президент Ассоциации украинских писателей. Кандидат филологических наук. Один из деятелей станиславского феномена.

## Творчество
В 1985 вместе с Виктором Небораком и Александром Ирванцом основал поэтическую группу Бу-Ба-Бу, которая одной из первых начала возрождать в украинской литературе карнавальные и буффонадные традиции. С 1991 года Андрухович — соредактор литературно-художественного журнала «Четверг», сотрудничает также с журналом «Перевал».
В альманахе «Современность» впервые увидели свет важнейшие прозаические произведения писателя: «Рекреации» (1992), «Московиада» (1993), «Перверзия» (1996), изданные в 1997 году отдельными книгами, эссе «Центрально-восточная ревизия» («Современность», 3’2000).
С 2005 года сотрудничает с польской экспериментально-инструментальной группой «Karbido».
Присутствие Андруховича в Ивано-Франковске стало важным фактором ферментации так называемого «станиславского феномена» и формирования местной творческой элиты.
Автор пятого перевода на украинский язык пьесы «Гамлет» Уильяма Шекспира.
Творчество Андруховича имеет значительное влияние на сегодняшний литературный процесс на Украине, с его именем связаны первые факты заинтересованности современной украинской литературой на Западе. Произведения Андруховича переведены на польский, английский, немецкий, русский, белорусский, венгерский, финский, шведский, французский, испанский, чешский, словацкий, хорватский, сербский языки.
Дочь — украинская писательница, переводчица и публицистка София Андрухович (род. 1982).

## Политические взгляды
По мнению Андруховича, «украинский интеллектуал, который действительно хочет изменять нашу ситуацию, предопределён выглядеть в глазах своих оппонентов скандалистом».
Во время «оранжевой революции» подписался под коллективным письмом представителей украинской интеллигенции, направленным против кандидата в президенты Януковича и против русского языка на Украине, который был назван «языком блатняка и попсы»; впоследствии ряд подписантов этого письма утверждал, что оно относится не к русскому языку как таковому, но к тому, как его используют Янукович с соратниками. Одно из высказываний писателя о России: «…это чисто технический вопрос, кто начал [в Грузии]… но агрессором всегда была Россия, она спровоцировала. Россия зловеще самовлюбленна, уверенна и очень нагла». Юрий Андрухович убеждён в том, что «Крым и Донбасс политически являются частью российской нации, поэтому надо дать возможность этим регионам отделиться от Украины».
Андрухович о власти на Украине (2011 г.) — «Нынешние правители, собравшиеся вокруг Януковича, делают все для того, чтобы сжечь мосты в отношениях с оппозицией. Они представляют собой следующее поколение — это, так сказать, дети Кучмы. Все они родом с Донбасса, с находящегося под сталинистским влиянием востока Украины. Это означает, что они выросли в совершенно определённой политической культуре — лучше сказать: в антикультуре — и теперь стараются её поддерживать».

## Произведения

### Сборники

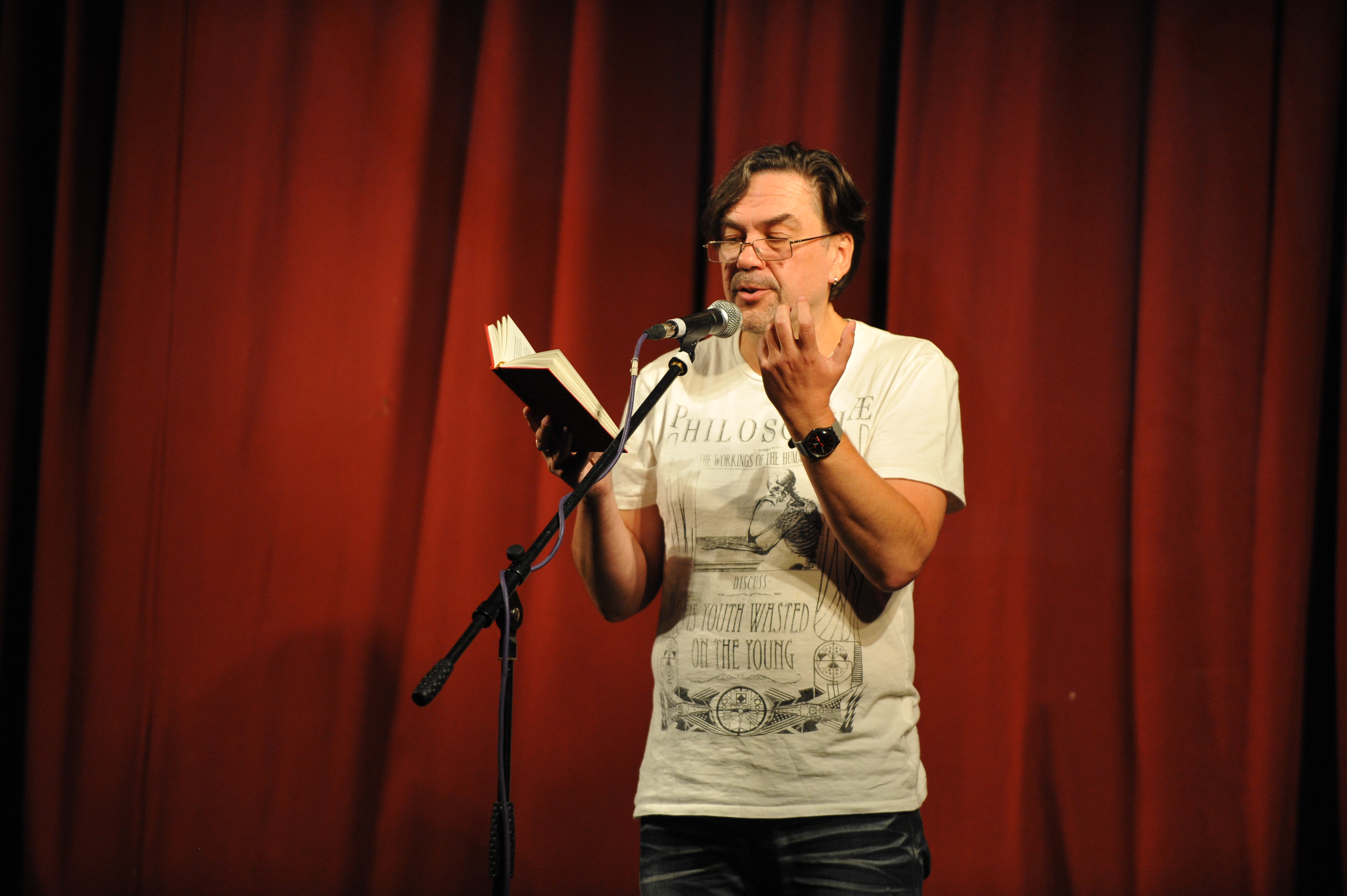
Юрий Андрухович на «Ночі поезії і музики нон-стоп», 2013 год

- Небо и площади (Небо і площі, 1985)
- Центр города (Середмістя, 1989)
- Экзотические птицы и растения (Екзотичні птахи і рослини, 1991)
- Экзотические птицы и растения с дополнением «Индия»: Коллекция стихов (Екзотичні птахи і рослини з додатком «Індія»: Колекція віршів, 1997)
- Песни для мертвого петуха (Пісні для мертвого півня, 2004).
- Письма в Украину. Избранное (Листи в Україну. Вибране, 2013).

### Проза

#### Цикл рассказов
- Слева, где сердце (Зліва, де серце, 1987).

#### Романы
- Рекреации (Рекреації, 1992)
- Московиада (Московіада, 1993)
- Перверзия (Перверзія, 1996)
- Двенадцать обручей (Дванадцять обручів, 2003)
- Тайна. Вместо романа (Таємниця. Замість роману, 2007).

#### Сборники эссе
- Дезориентация на местности (Дезорієнтація на місцевості)
- Центрально-восточная ревизия (Центрально-східна ревізія, 2000)
- Дьявол прячется в сыре (Диявол ховається в сирі, 2006).

### Переводы романов на русский
- Рекреации (Ю. Ильина-Король) («Дружба народов», 2000, № 4)
- Московиада (А. Бражкина) (М: НЛО, 2001)
- Перверзия (А. Бражкина, И. Сид) (М: НЛО, 2002)
- Двенадцать обручей (А. Красюк) (Белгород: КСД, 2008)
- Тайна. Вместо романа (З. Баблоян) (Харьков: Фолио, 2008).

## Переводы
Произведения Шекспира, Т. Конвицкого, Р.-М. Рильке, Ф. фон Герцмановски-Орландо, Б. Пастернака, О. Мандельштама.
В 2006 году в издательстве «Фолио» вышел сборник «День смерти пани День» («День смерті пані День») — переводы девяти американских поэтов 1950—1960 гг. (в том числе представителей бит-поколения) с фундаментальным предисловием.

## Награды
- 3 декабря 2006 — лауреат литературной премии Центральной Европы ANGELUS, за роман «Двенадцать обручей».
- Heinrich Heine Prize[англ.] (2022)[7]